# 슈 (카자흐스탄)

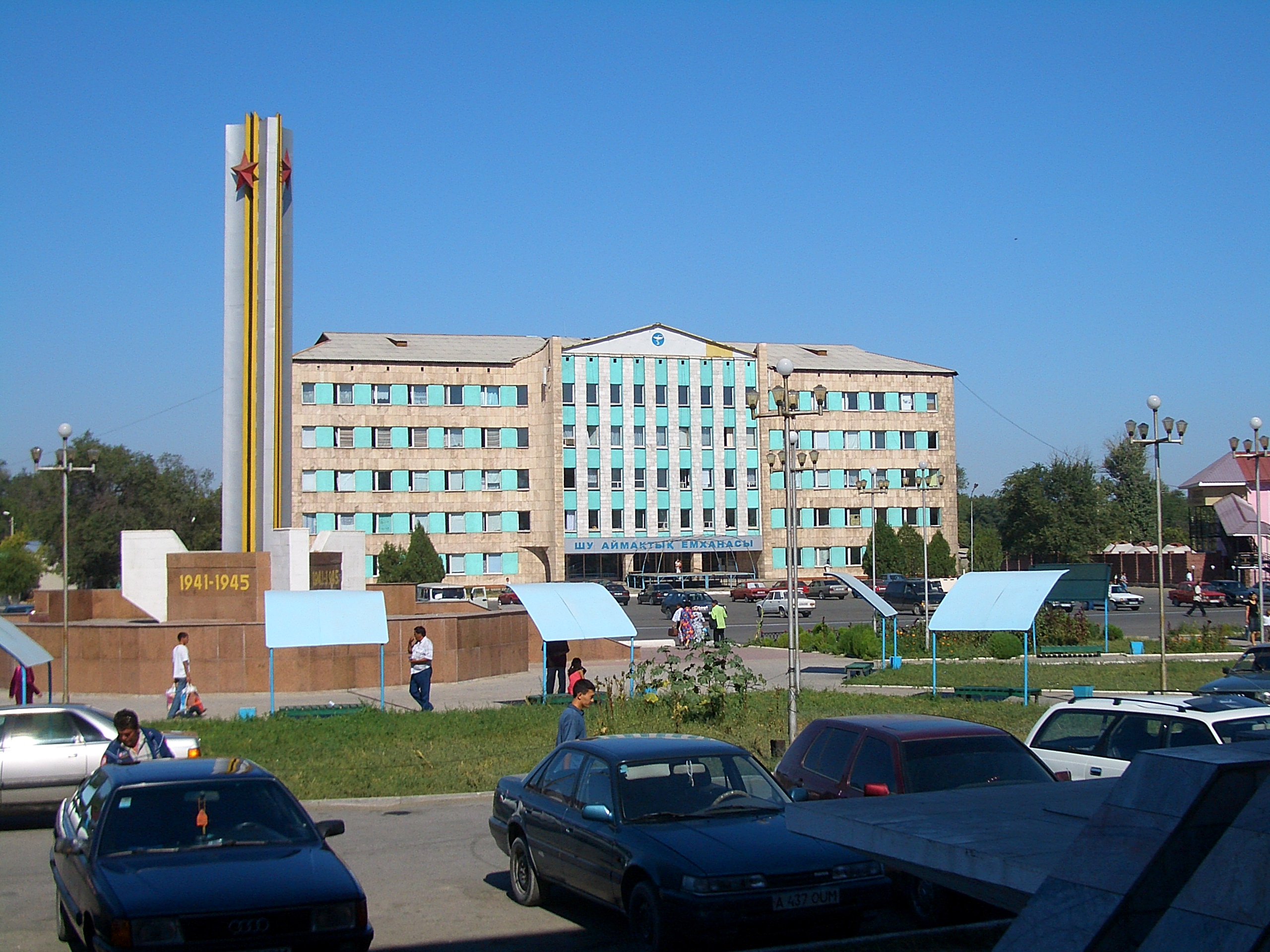
슈 병원

슈(카자흐어: Шу, 러시아어: Шу)는 카자흐스탄 잠빌주에 위치한 도시로, 추강(슈강)과 접하며 인구는 약 35,000명이다. 1992년까지는 추(러시아어: Чу)라는 이름으로 알려졌으며 도시 이름은 추강에서 유래된 이름이다. 투르키스탄-시베리아 철도가 지나간다.

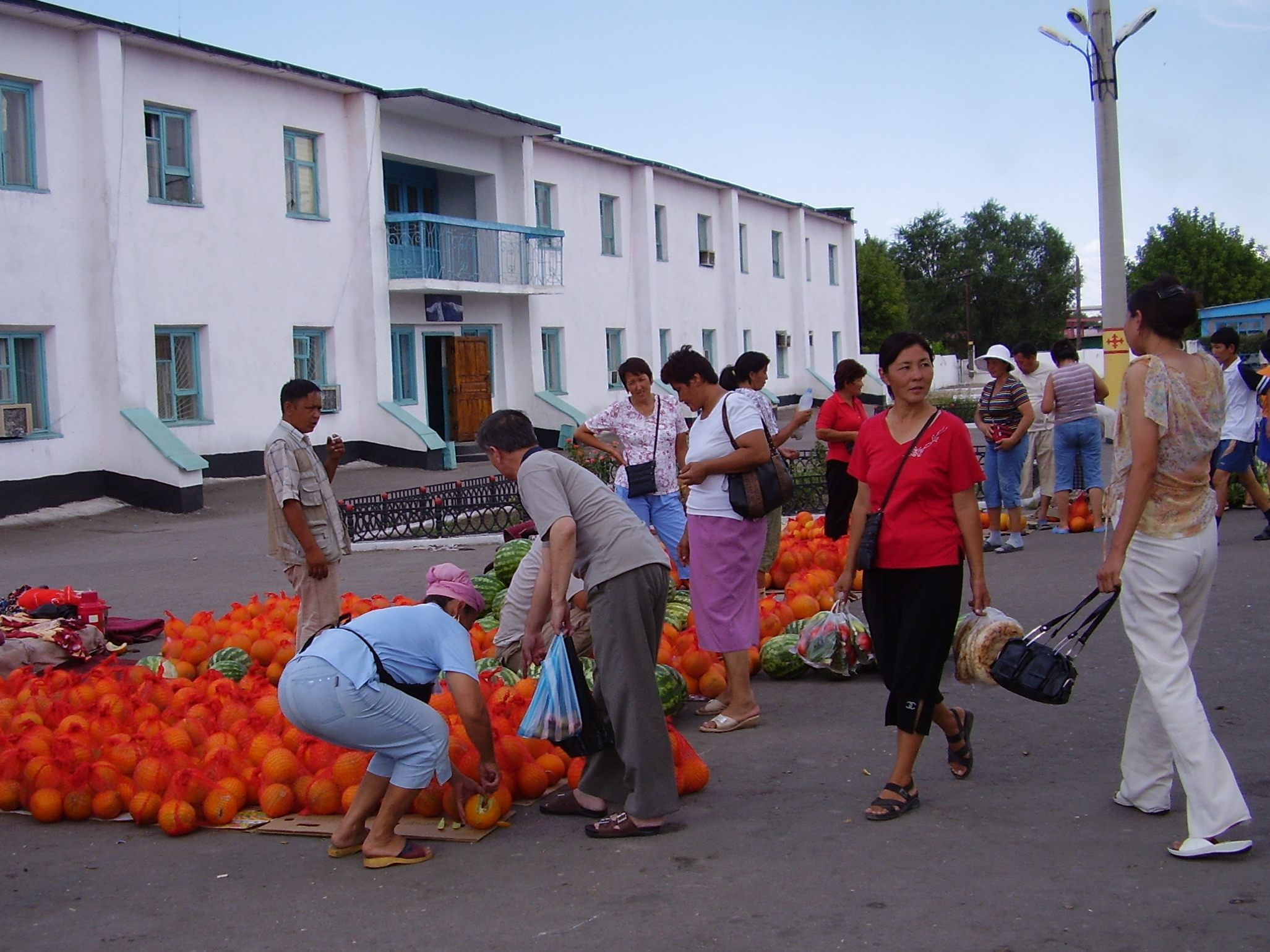
슈 시장
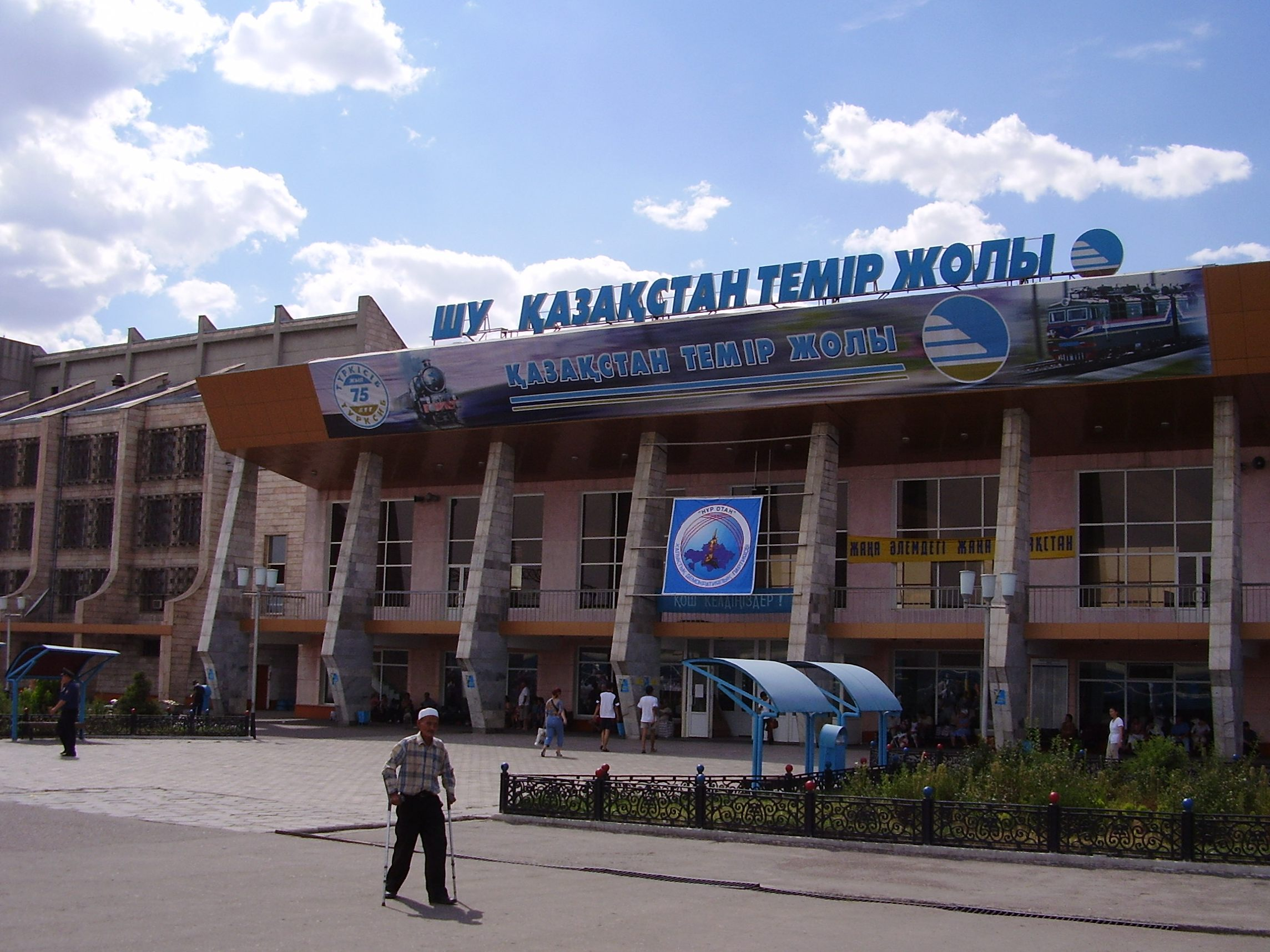
슈에 있는 기차역